# Ngawu
Ngawu is een bestuurslaag in het regentschap Gunung Kidul van de provincie Jogjakarta, Indonesië. Ngawu telt 3742 inwoners (volkstelling 2010).